# Étrange Grande
Étrange Grande (ou Étrange-Grande) est un festival littéraire, créé en 2022 par l'association éponyme et dédié aux littératures de genre, notamment les littératures de l'imaginaire, le polar, l'horreur et la romance. Il se déroule annuellement, au mois de septembre, à Hettange-Grande (Moselle), et décerne plusieurs prix littéraires. Son entrée est gratuite.

## Historique
En 2022, l'association Étrange Grande, composée d'une quinzaine de membres fondateurs et présidée par Jean-Sébastien Guillermou, organise, en collaboration avec la mairie d'Hettange-Grande, la première édition du festival Étrange Grande,. Celle-ci se déroule les 17 et 18 septembre, dans la salle Europa d'Hettange-Grande, et est dédiée aux littératures de genre, notamment au fantastique et à la science-fiction, mais aussi à la fantasy, au polar, à la romance et à l’horreur.
Aurélie Wellenstein, Fabien Cerutti, Victor Fleury et Jean-Laurent Del Socorro y sont invités. Plusieurs tables rondes sont organisées, et d'autres activités sont proposées, dont un concours de cosplay, des combats de sabre-laser et de l'escrime historique. L'entrée est gratuite.
La première édition comptabilise 4 000 visiteurs.
La deuxième édition est organisée les 16 et 17 septembre 2023, avec le soutien de la Communauté de Communes de Cattenom et Environs (CCCE) et de la mairie d'Hettange-Grande, et réunit une centaine d'auteurs,. Son affiche est réalisée par Xavier Beaudlet. Elle se déroule à la salle omnisport d'Hettange-Grande, triplant la superficie du festival, et est parrainée par Jean-Laurent Del Socorro et Estelle Faye. Cette édition est centrée autour de l'œuvre de J. R. R. Tolkien. Parmi les activités, du jeu de rôle, du cosplay et des expositions sont proposées.
En 2023, le nombre de visiteurs est de plus de 5000,.
L'édition 2024 se déroule les 7 et 8 septembre, toujours dans la salle omnisport d'Hettange-Grande, et rassemble 130 auteurs et 40 maisons d'éditions,. Elle est centrée autour du polar et de l'œuvre d'Arthur Conan Doyle. L'auteur britannique R. J. Ellory en est l'invité d'honneur, et est interviewé par Le Républicain lorrain. Des enquêtes et jeux de piste sont organisés, ainsi qu'une exposition consacrée à Sherlock Holmes. Le festival accueille également des concerts, ainsi que des ateliers d'écriture, des tables rondes, du jeu de rôle et un concours de cosplay,.
En 2025, l'association organisatrice compte plus de 80 bénévoles. Le festival est organisé les 20 et 21 septembre. Intitulée « Créatures de la nuit », elle rend hommage à l'autrice Anne Rice.

## Prix Étrange Grande
Le festival Étrange Grande décerne plusieurs prix littéraires.

### Prix remis en 2022
- Prix spécial : Stefan Platteau (pour l'ensemble de son œuvre)[15]

- Prix étrange des collégiens : Nils et les trois mondes, Bertrand Crapez[15]

- Prix étrange des lycéens : Le Cirque interdit, Célia Flaux[15]

- Prix étrange des étudiants : Bläckbold, Emilie Ansciaux[15]

- Prix des pages de l'étrange : Du roi je serai l'assassin, Jean-Laurent Del Socorro[15]

### Prix remis en 2024
- Prix spécial étrange policier : Châtiment, Céline Denjean[16]
- Prix étrange premier roman : Miska, Eva Martin[16]
- Prix étrange jeunesse : Le manoir de Castlecatz, Alain T. Puyssegur[16]
- Grand prix des pages de l'étrange : La fille de Diké, tome 1 : Une maison de feu, de Silène Edgard[16]
  - Finalistes : Arborescentes (Frédéric Dupuy), Cendres de lune (Rémy Gratier de Saint-Louis), Code Ardant (Marge Nantel), Zona Cero (Gilberto Villarroel)[17]